# 三条燕駅
もしかして
- 燕三条駅

ではありませんか？